# Pierre Grappin
Pierre Jean Grappin, né à Coussey (Vosges) le 31 mai 1915 et mort le 14 juin 1997 à Paris, est un germaniste et universitaire français. Il a été diplomate un temps, et premier doyen de la faculté de Nanterre. Il est l'auteur du dictionnaire français-allemand dit « le Grappin », publié chez Larousse en 1963.

## Biographie
Le 31 mai 1915, Pierre Jean Grappin naît d'Alcide Grappin, magistrat, et de Marie-Clémence Tollot. Il commence ses études au collège Bichat de Nantua (Ain), puis aux lycées Ampère et du Parc, à Lyon.
Élève de l’École normale supérieure, il complète sa formation dans les universités allemandes de Munich et de Berlin. En 1939, il est reçu deuxième à l'agrégation d'allemand (derrière le futur ambassadeur et ministre Jean Sauvagnargues) et exerce lors de la Seconde Guerre mondiale comme professeur dans des lycées de Briançon puis de Lyon. En 1944, il est arrêté au café Au vieux Paris en compagnie de Pierre Courtade, Madeleine Herr, Annie Hervé, Pierre Kaufmann, Thierry Maulnier, et placé quelques jours en détention. Membre actif de la résistance intérieure française, il est détaché au  ministère de l'information lors de la libération de 1944. Entre 1945 et 1947, il est détaché aux Affaires allemandes à Baden-Baden. De 1947 à 1948, il est nommé secrétaire de la Conférence internationale sur le problème allemand. Sa thèse de doctorat, qui porte sur La théorie du génie dans le préclassicisme allemand, est publiée en 1952 aux Presses Universitaires de France. 
De 1956 à 1959 il exerce en tant que professeur au lycée de Strasbourg avant d'être nommé professeur à la faculté de Nancy, puis doyen de cette faculté.
En novembre 1964, il est nommé doyen la faculté des lettres de Nanterre (annexe de l'Université de Paris) (aujourd'hui Université Paris-Nanterre), poste qu'il occupe jusqu'en septembre 1968. C'est à ce titre qu'il est au centre des événements de Mai 68 lorsqu'il fait fermer la faculté le 3 mai et que le Mouvement du 22 Mars converge alors vers la Sorbonne.
Lors de la remise de son diplôme de docteur honoris causa de l'Université de Nanterre en 2014, Daniel Cohn-Bendit lui rend hommage 46 ans plus tard et affirme : « En 68, il y a eu des choses admirables ici même, mais aussi des paroles qu'il faut regretter. Dans le feu de l'action, le doyen de l'époque, le grand germaniste Pierre Grappin, ancien résistant, a été traité de nazi. Le traiter de nazi, c'était ne pas savoir ce qu'étaient les nazis ».
Pour sa contribution au rapprochement franco-allemand, il reçut l'ordre du mérite de la République fédérale allemande et en 1993 le prix de Gaulle-Adenauer.

## Décorations
- Chevalier de la Légion d'honneur
- Officier de l'ordre des Palmes académiques
- Croix du combattant volontaire de la Résistance
- Médaille des évadés
- Ordre du Mérite de la République fédérale d'Allemagne
- Prix de Gaulle-Adenauer[5]

## Ouvrages
Pierre Grappin, L'ile aux peupliers : de la résistance à mai 68, Nancy, Presses Universitaires Nancy, 1993, 328 p. (ISBN 2-86480-676-2)

### Archives
- Inventaire du fonds d'archives de Pierre Grappin conservé à La contemporaine.